# Mandiraja
Mandiraja je sub-okrožje v provinci Indonezija Osrednje Java, podrazdelek Mandiraja je 300 iz Džakarta, Mandiraja ima območje 52 km in populacijo 63679.

## Zgodovina
Okrožje Mandiraja je pomembno mesto za indonezijsko Zgodovino proti nizozemskim kolonizatorjem v Mandiraji je bila nizozemska šola za nizozemske plemiče, ki so se naselili v Mandiraji.

## Seznam vasi
v področju Mandiraja je 16 vasi in seznam imen vasi v področju Mandiraja :
- Mandirajawetan
- Mandirajakulon
- Banjengan
- Kebakalan
- Kertayasa
- Panggisari
- Blimbing
- Candiwulan
- Simbang
- Purwasaba
- Glempang
- Kebanaran
- Kaliwungu
- Salamerta
- Jalatunda
- Somawangi